# کریستین هوخشتتر
کریستین هوخشتتر (انگلیسی: Christian Hochstätter؛ زادهٔ ۱۹ اکتبر ۱۹۶۳) بازیکن فوتبال اهل آلمان است.
از باشگاه‌هایی که در آن بازی کرده‌است می‌توان به باشگاه فوتبال آگسبورگ و باشگاه فوتبال بروسیا مونشن‌گلادباخ اشاره کرد.
وی همچنین در تیم ملی فوتبال آلمان بازی کرده‌است.